# Cultura archeologica
Una cultura archeologica è un insieme ricorrente di manufatti di un tempo e di un luogo specifici che possono costituire i resti della cultura materiale di una particolare società umana passata. La connessione tra i manufatti si basa sulla comprensione e l'interpretazione degli archeologi e non si riferisce necessariamente a gruppi reali di umani in passato. Il concetto di cultura archeologica è fondamentale per l'archeologia storico-culturale.

## Concetto
Diversi gruppi culturali hanno elementi di cultura materiale che differiscono sia dal punto di vista funzionale che estetico a causa delle diverse pratiche culturali e sociali. Questa nozione è osservabile sulle scale più ampie. Ad esempio, l'attrezzatura associata alla preparazione del tè varia notevolmente in tutto il mondo. Le relazioni sociali con la cultura materiale spesso includono nozioni di identità e status.
I sostenitori dell'archeologia storico-culturale usano l'idea per sostenere che insiemi di cultura materiale possono essere usati per rintracciare antichi gruppi di persone che erano o società che si identificavano da sole o gruppi etnici.
Il concetto di cultura archeologica è stato cruciale per collegare l'analisi tipologica delle prove archeologiche a meccanismi che hanno tentato di spiegare perché cambiano nel tempo. Le spiegazioni chiave favorite dagli storici della cultura sono state la diffusione di forme da un gruppo a un altro o la migrazione dei popoli stessi. Un esempio semplicistico del processo potrebbe essere che se un tipo di vaso in ceramica avesse maniglie molto simili a quelle di un popolo vicino ma una decorazione simile a quella tipica di un altro popolo vicino, l'idea per le due caratteristiche avrebbero potuto provenire dai due vicini. Al contrario, se un tipo di ceramica sostituisce improvvisamente una grande varietà di tipi di ceramica in un'intera regione, ciò potrebbe essere interpretato come un nuovo gruppo che emigra con questo nuovo stile.

### Terminologia
La maggior parte delle culture archeologiche prende il nome dal tipo di manufatto o dal tipo di sito che definisce la cultura. Ad esempio, le culture possono essere chiamate con il nome di tipi di ceramica come Cultura della ceramica lineare o Cultura del bicchiere imbutiforme. Più frequentemente, prendono il nome dal sito in cui la cultura è stata definita per la prima volta (non necessariamente può essere la prima trovata) come la cultura di Hallstatt o la cultura Clovis.
Le culture archeologiche erano generalmente equiparate a "popoli" separati (gruppi etnici o razze) che conducevano in alcuni casi a archeologie nazionaliste distinte.

## Sviluppo
L'uso del termine "cultura" entrò nell'archeologia attraverso l'etnografia tedesca del XIX secolo, dove il Kultur dei gruppi tribali e dei contadini rurali si distingueva dalla Zivilisation delle popolazioni urbanizzate. Contrariamente al più ampio uso della parola introdotta nell'antropologia in lingua inglese da Edward Burnett Tylor, Kultur fu usato dagli etnologi tedeschi per descrivere i modi distintivi di vita di un particolare popolo o Volk, in questo senso equivalente alla civiltà francese. Le opere di Kulturgeschichte (storia della cultura) furono prodotte da numerosi studiosi tedeschi, in particolare Gustav Klemm, dal 1780 in poi, riflettendo un crescente interesse per l'etnia nell'Europa del XIX secolo.
Il primo uso della "cultura" in un contesto archeologico fu nell'opera di Christian Thomsen del 1836 Ledetraad til Nordisk Oldkyndighed (norvegese: Guida all'antichità del Nord). Nella seconda metà del XIX secolo, gli archeologi della Scandinavia e dell'Europa centrale fecero sempre più uso del concetto tedesco di cultura per descrivere i diversi gruppi che distinguevano nella documentazione archeologica di siti e regioni particolari, spesso a fianco e come sinonimo di "civiltà". L'idea delle culture archeologiche divenne centrale nella disciplina nel XX secolo con le opere del tedesco Gustaf Kossinna, studioso della Preistoria e fervente nazionalista. Kossinna vide la documentazione archeologica come un mosaico di culture chiaramente definite (o Kultur-Gruppen, gruppi culturali) che erano fortemente associati alla razza. Era particolarmente interessato a ricostruire i movimenti di quelli che vedeva come diretti antenati preistorici di tedeschi, slavi, celti e altri importanti gruppi etnici indoeuropei al fine di rintracciare la patria originaria (Urheimat) della razza ariana.
Il carattere fortemente razzista dell'opera di Kossinna fece sì che all'epoca avesse poca influenza diretta al di fuori della Germania (il partito nazista accettò con entusiasmo le sue teorie), o dopo la seconda guerra mondiale. Tuttavia, l'approccio più generale di "storia della cultura" all'archeologia che ha iniziato ha sostituito l'evoluzionismo sociale come paradigma dominante per gran parte del XX secolo. Il concetto di base della cultura archeologica di Kossinna, spogliato dei suoi aspetti razziali, fu adottato da Vere Gordon Childe e Franz Boas, all'epoca rispettivamente gli archeologi più influenti in Gran Bretagna e America. Childe, in particolare, era responsabile della formulazione della definizione di cultura archeologica che è ancora ampiamente applicabile oggi:
(Childe 1929, pagg. v – vi)
Sebbene fosse scettico sull'identificare particolari etnie nella documentazione archeologica e tendeva molto più al diffusionismo che al migrismo per spiegare il cambiamento culturale, Childe e gli archeologi storici della cultura, come Kossinna, equiparavano ancora culture archeologiche separate con "popoli" separati.